# 1976 en cyclisme
| Années du cyclisme : 1973 - 1974 - 1975 - 1976 - 1977 - 1978 - 1979    |
| Décennies du cyclisme : 1940 - 1950 - 1960 - 1970 - 1980 - 1990 - 2000 |

Les faits marquants de l'année 1976 en cyclisme.

## Par mois

### Février
- 10 février : le Français Maurice le Guilloux gagne l'Étoile de Bessèges.
- 18 février : le Néerlandais Roy Schuiten gagne le Tour Méditerranéen.
- 20 février : l'Italien Franco Bitossi gagne le Trophée Laigueglia pour la deuxième fois.
- 21 février : le Néerlandais Gerrie Knetemann gagne le Tour d'Andalousie.
- 21 février : le Français Georges Talbourdet gagne le Grand Prix de Cannes.
- 21 février : le Belge Ludo Peeters gagne le Grand Prix de St Tropez.
- 22 février : le Français Bernard Bourreau gagne la ronde de Montauroux.
- 22 février : le Belge Frans Verbeeck gagne le Grand Prix d'Antibes pour la deuxième fois.
- 22 février : le Français Guy Sibille gagne la ronde d'Aix en Provence.
- 23 février : le Néerlandais Roy Schuiten gagne le Grand Prix d'Aix-en-Provence.
- 23 février : le Français Jean Luc Molinéris gagne la première édition du Grand Prix de Peymeinade.
- 25 février : le Belge Frans Verbeeck gagne le Grand Prix de Monaco pour la troisième fois. L'épreuve ne se disputera pas en 1977 et reprendra en 1978.
- 28 février : l'Espagnol Tomas Nistal Fernandez gagne le Grand Prix de Valencia.
- 29 février : le Belge Frans Verbeeck gagne le Tour du Haut-Var pour la deuxième fois.

### Mars
- 1er mars : le Belge Roger de Vlaeminck gagne le Tour de Sardaigne.
- 3 mars : l'Espagnol Gonzalo Aja gagne le Tour du Levant.
- 3 mars : le Belge Roger de Vlaeminck gagne Sassari-Cagliari. La course annulée en 1979 et reprendra en 1980.
- 3 mars : le Belge Frans Van Looy gagne le Tour du Limbourg.
- 5 mars : le Français Michel Laurent gagne le Tour de Corse.
- 6 mars : le Belge Willem Peeters gagne le Circuit Het Volk.
- 7 mars : le Belge Frans Verhaegen gagne Kuurne-Bruxelles-Kuurne pour la deuxième année d'affilée.
- 13 mars : le Belge Eddy Merckx gagne la 2e étape de Tirreno-Adriatico.
- 14 mars : le Français Michel Laurent gagne Paris-Nice.
- 14 mars : le Belge Eddy Verstraeten gagne le Circuit de Waes.
- 14 mars : le Belge Christian de Buysschere gagne le Circuit des Ardennes Flamandes.
- 16 mars : le Belge Roger de Vlaeminck gagne Tirreno-Adriatico.
- 16 mars : le Français Patrick Béon gagne le Grand Prix de Nice.
- 19 mars : la classique Milan-San Remo est gagnée pour la septième fois par Eddy Merckx. Il s'agit de sa dernière victoire majeure.
- 20 mars : le Belge Walter Planckaert gagne le Grand Prix E3.
- 21 mars : le Belge Eric de Wiele gagne Harelbeke-Poperinge-Harelbeke.
- 21 mars : le Belge Willy Planckaert gagne À travers la Belgique.
- 21 mars : le Français Patrick Béon gagne le Critérium national de la route.
- 21 mars : le Belge Freddy Maertens gagne la Flèche brabançonne.
- 21 mars : le Belge Eddy Merckx gagne le prologue de la Semaine Catalane.
- 23 mars : l'Italien Giovanni Battaglin gagne le Trophée Pantalica.
- 23 mars : le Belge Dirk Baert gagne le " Trèfle à 4 Feuilles" pour la deuxième année d'affilée.
- 24 mars : le Belge Eddy Merckx gagne la 3e étape de la Semaine Catalane.
- 25 mars : le Belge Dirk Baert gagne le Grand Prix José Samyn.
- 26 mars : le Belge Eddy Merckx gagne la Semaine catalane.
- 27 mars : le Belge Freddy Maertens gagne l'Amstel Gold Race.
- 28 mars : l'Italien Enrico Paolini gagne le Tour de la province de Reggio de Calabre.
- 28 mars : le Français Bernard Hinault gagne le Critérium du Chardonnay. L'épreuve en fait n'est pas à considérer comme un critérium puisque les concurrents ne sont pas invités, ne touchent pas de cachet. Et du fait que le parcours par sa longueur et sa difficulté est remarquable.
- 28 mars : le Belge Emiel Gijsemans gagne le Circuit des Régions Fruitières.

### Avril
- 1er avril : le Belge Michel Pollentier gagne le Tour de Belgique.
- 1er avril : le Belge Rik Van Linden gagne le Tour de Campanie.
- 4 avril :le Belge Walter Planckaert gagne le Tour des Flandres.
- 4 avril : le Suisse René Savary gagne le Tour du Nord-Ouest de la Suisse.
- 4 avril : l'Espagnol José Enrique Cima gagne Nuestra Señora de Oro.
- 6 avril : le Belge Freddy Maertens gagne Gand-Wevelgem pour la deuxième fois d'affilée.
- 8 avril : le Belge Willy Teirlinck gagne le Grand Prix Pino Cerami.
- 9 avril : l'Italien Gian-Battista Baronchelli gagne le Tour du Pays basque.
- 10 avril : le Belge Étienne Van Der Helst gagne le Grand Prix E5.
- 11 avril : le Belge Marc Demeyer remporte Paris-Roubaix.
- 11 avril : l'Espagnol José Enrique Cima gagne le Grand Prix de Printemps.
- 13 avril : le Belge Eric Leman gagne la Nokere Koerse.
- 15 avril : le Néerlandais Joop Zoetemelk gagne la Flèche Wallonne.
- 18 avril : le Belge Joseph Bruyere gagne Liege -Bastogne-Liege.
- 18 avril : l'Espagnol Domingo Perurena gagne le Grand Prix de Pâques pour la cinquième fois.
- 18 avril : le Français Bernard Hinault gagne le Circuit de la Sarthe.
- 19 avril : l'Espagnol José Nazabal gagne le Grand Prix de Navarre.
- 20 avril : le Français Bernard Hinault gagne Paris-Camembert.
- 20 avril : le Belge Walter Planckaert gagne le Grand Prix de Denain.
- 21 avril : le Belge Herman Van Springel gagne le Grand Prix de Wallonie.
- 24 avril : le Belge Marc Demeyer gagne le Grand Prix de la Banque.
- 25 avril : l'Italien Francesco Moser gagne le Tour des Pouilles.
- 25 avril : le Français Bernard Hinault gagne le Tour d'Indre et Loire.
- 25 avril : le Néerlandais Richard Bukacki gagne la Flèche Campinoise.
- 29 avril : le Belge Rik Van Linden gagne Milan-Vignola pour la deuxième année d'affilée.
- 30 avril : l'Italien Carmelo Barone gagne la première édition de l'épreuve italienne du Tour Open des Régions.

### Mai
- 1er mai : le Belge Freddy Maertens gagne le Grand Prix de Francfort.
- 1er mai : l'Italien Gian-Battista Baronchelli gagne le Tour de Romagne.
- 1er mai : le Belge Jos Jacobs gagne pour la troisième fois d'affilée le Grand Prix Hoboken.
- 2 mai : le Belge Freddy Maertens gagne le Championnat de Zurich.
- 2 mai le Belge Étienne De Beule gagne Seraing-Aix-Seraing.
- 4 mai : le Belge Eddy Merckx gagne le prologue du Tour de Romandie.
- 5 mai : l'Italien Francesco Moser gagne le Tour de Toscane.
- 9 mai : comme l'an dernier le Belge Freddy Maertens gagne les 4 jours de Dunkerque, c'est sa troisième victoire dans cette épreuve.
- 9 mai : le Belge Johan de Muynck gagne le Tour de Romandie.
- 9 mai : le Belge Frans Verbeeck gagne le Tour du Brabant Central pour la deuxième fois.
- 16 mai : l'Italien Francesco Moser gagne le Tour des Apennins.
- 16 mai : l'Espagnol José Pesarrodona gagne le Tour d'Espagne.
- 16 mai : le Belge Emiel Gijsemans gagne le Tour de l'Oise.
- 16 mai : le Belge Willem Peeters gagne le Circuit Mandel-Lys-Escaut.
- 18 mai : le Belge Jo Abelshausen gagne le Circuit du Tournaisis.
- 22 mai : le Belge Lucien Van Impe gagne la Polymultipliée.
- 23 mai : le Belge Walter Godefroot gagne Bordeaux-Paris pour la deuxième fois.
- 23 mai : le Français Jean Pierre Danguillaume gagne le Circuit de l'Indre.
- 25 mai : le Belge Alain Desaever gagne la Flèche Côtière.
- 27 mai : le Belge Jos Jacobs gagne le Tour de Condroz.
- 27 mai : le Belge Gustaaf Van Roosbroeck gagne le Circuit des 3 Provinces Belge.
- 30 mai : l'Espagnol Javier Francisco Elorriaga gagne le Tour d'Aragon pour la deuxième fois..
- 30 mai : le Belge Jean Pierre Sterckx gagne le Circuit Hageland-Campine Sud.
- 31 mai : le Français Bernard Thevenet gagne le Critérium du Dauphiné libéré pour la deuxième fois d'affilée.

### Juin
- 5 juin : le Belge Freddy Maertens gagne la Flèche de Liedekerke.
- 6 juin : le Français Robert Alban gagne le Grand Prix de Plumelec.
- 6 juin : l'Espagnol José Luis Uribezubia gagne le Tour des vallées minières.
- 6 juin : le Belge Dirk Baert gagne le Tour du Brabant Ouest pour la deuxième année d'affilée.
- 6 juin : le Belge Alfons de Bal gagne le Circuit de Wallonie.
- 7 juin : le Belge Ferdi Van Den Haute gagne le Circuit de Flandre Orientale.
- 7 juin : le Belge Ludo Peeters gagne la Flèche Hesbignonne.
- 7 juin : le Français Bernard Thévenet gagne le Classement Final du Trophée des cimes.
- 8 juin : le Français Jean Luc Molineris gagne Paris-Bourges.
- 10 juin : le Britannique Paul Sherwen gagne le Manx Trophy.
- 12 juin : l'Italien Felice Gimondi gagne le Tour d'Italie pour la troisième fois, sept ans après sa dernière victoire.
- 13 juin : le Français Alain Meslet gagne le Grand Prix du Midi libre.
- 13 juin : le Belge Willy Scheers gagne la Flèche Halloise.
- 14 juin ; le Belge Frans Verbeeck gagne le Tour de Luxembourg pour la deuxième année d'affilée.
- 16 juin : l'Italien Walter Riccomi gagne le Grand Prix de Camaiore.
- 16 juin : le Belge Jos Jacobs gagne Bruxelles-Ingooigem.
- 17 juin : le Belge Joseph de Schoenmaecker gagne Rebecq-Rognon.
- 18 juin : le Français Bernard Hinault gagne le Tour de l'Aude.
- 18 juin : le Néerlandais Hennie Kuiper gagne le Tour de Suisse.
- 19 juin : l'Espagnol Santiago Lazcano Labaca gagne le Tour des Asturies.
- 20 juin : le Néerlandais Jan Raas devient champion des Pays-Bas sur route.
- 20 juin : l'Espagnol Agustin Tamames devient champion d'Espagne sur route.
- 20 juin : le Luxembourgeois Roger Gilson conserve son titre de champion du Luxembourg sur route, c'est sa quatrième victoire dans cette épreuve.
- 20 juin : l'Allemand Jurgen Krakt devient champion de RFA sur route.
- 20 juin : le Suisse Roland Salm devient champion de Suisse sur route pour la troisième fois d'affilée.
- 20 juin : le Britannique Geoff Wiles devient champion de Grande-Bretagne sur route.
- 20 juin : le Belge Freddy Maertens devient champion de Belgique sur route.
- 20 juin : le Français Guy Sibille devient champion de France sur route.
- 24 juin : départ du Tour de France, le Belge Eddy Merckx est forfait en raison d'une blessure à la selle, mais à la suite de son mauvais tour d'Italie peut-être cela lui convient afin de pouvoir récupérer la plénitude de ses moyens. Le tracé du Tour a été fait dans l'optique d'une revanche entre lui et le Français Bernard Thévenet, que les Français appellent affectueusement Nanard. Pour la première fois le nombre d'arrivée au sommet se monte à 5, l'Alpe d'Huez (plus utilisée depuis 1952), Montgenèvre, Pyrénées 2000, Saint Lary Soulan et le Puy de Dome. Cela peut rebuter même Eddy Merckx en quête sa meilleure forme. Le favori logique est donc Thévenet qui vient de gagner le Dauphiné libéré pour la deuxième fois d'affilée. Le Belge Freddy Maertens gagne le prologue du tour de France à Saint Jean de Monts, qui se dispute sur le littoral vendéen avec un fort vent de face. Maertens enfile le 1er maillot jaune, 2e l'Espagnol Jésus Manzaneque à 17 secondes, 3e Bernard Thévenet à 20 secondes.
- 25 juin : le Belge Freddy Maertens gagne au sprint la 1re étape du Tour de France Saint Jean de Monts-Angers, 2e le Français Régis Delépine, 3e l'Italien Ercole Gualazzini puis tout le peloton .
- 26 juin : l'Italien Giovanni Battaglin gagne détaché la 2e étape du Tour de France Angers-Caen, 2e l'Italien Pierino Gavazzi à 10 secondes qui bat au sprint le 3e, le Néerlandais Jan Raas. Le Belge Freddy Maertens ne fait pas mieux que 4e. À noter une chute du Français Bernard Thévenet qui repart ensanglanté. Pas de changement en tête du classement général
- 27 juin : le contre la montre de la 3e étape du Tour de France Le Touquet-Le Touquet est remporté par le Belge Freddy Maertens, 2e le Belge Michel Pollentier à 1 minute 37 secondes, 3e le Néerlandais Roy Schuiten à 2 minutes 1 seconde, 4e l'Espagnol Jesus Manzaneque à 2 minutes 12 secondes (plus tard l'Espagnol sera déclaré positif au contrôle antidopage et recevra une pénalité de 10 minutes). Parmi les favoris, le Néerlandais Hennie Kuiper est 9e à 2 minutes 57 secondes, le Français Raymond Poulidor est 10e à 2 minutes 58 secondes, l'Italien Gian-Battista Baronchelli est 14e à 3 minutes 9 secondes, le Belge Lucien Van Impe est 16e à 3 minutes 14 secondes, l'Italien Fausto Bertoglio est 18e à 3 minutes 17 secondes. Le Français Bernard Thévenet est 22e à 3 minutes 32, cette contre-performance de sa part est attribuée à sa chute de la veille. Quant au Néerlandais Joop Zoetemelk, il est 23e à 3 minutes 37 secondes. Au classement général 1er Maertens , 2e Pollentier à 1 minute 58 secondes, 3e Manzaneque à 2 minutes 29 secondes, 7e Poulidor à 3 minutes 25 secondes, 10e Kuiper à 3 minutes 34 secondes, 13e Baronchelli à 3 minutes 45 secondes, 15e Van Impe à 3 minutes 48 secondes, 17e Thévenet à 3 minutes 52 secondes, 18e Zoetemelk à 3 minutes 59 secondes, 19e Bertoglio dans le même temps.
- 28 juin : le Néerlandais Hennie Kuiper gagne la 4e étape du Tour de France Le Touquet-Bornem en battant au sprint son compagnon d'échappée le Suisse Eric Loder, 3e l'Italien Pierino Gavazzi à 9 secondes, 4e le Français Guy Sibille à 9 secondes puis le peloton. Pas de changement en tête du classement général
- 29 juin : le contre la montre par équipe de la première demi étape de la 5e étape du Tour de France Louvain-Louvain est remporté par l'équipe Ti-Raleigh (Ti veut dire Think It), 2e l'équipe Velda Flandria à 5 secondes, 3e l'équipe Peugeot à 20 secondes, 3e l'équipe Gan Mercier à 28 secondes , 5e l'équipe Scic Fiat à 32 secondes. Au classement général paradoxalement le Belge Freddy Maertens accroit son avance même face à son équiper le Belge Michel Pollentier 2e à 2 minutes 4 secondes car il n'est pas arrivé dans le temps de son leader. L'Espagnol Jesus Manzaneque est 3e à 2 minutes 35 secondes, le Néerlandais Hennie Kuiper est 7e à 3 minutes 16 secondes, le Français Raymond Poulidor est 9e à 3 minutes 31 secondes, l'Italien Gian-Battista Baronchelli est 14e à 3 minutes 51 secondes, 15e le Belge Lucien Van Impe à 3 minutes 54 secondes, 16e le Français Bernard Thévenet à 3 minutes 55 secondes, 17e le Néerlandais Joop Zoetemelk à 4 minutes 5 secondes. 18e l'Italien Fausto Bertoglio à 4 minutes 8 secondes.
- La 2e demi étape Louvain-Verviers est remportée par l'Espagnol Miguel Maria Lasa qui bat au sprint son compagnon d'échappée le Français Guy Sibille. Arrivent distancés à 8 secondes le Français Michel Périn 3e, l'Espagnol Antonio Martos 5e et le Français Patrick Béon 5e. Le Belge Freddy Maertens 6e à 33 secondes gagne le sprint du peloton, l'Espagnol Jésus Manzaneque victime d'une chute arrive 55e à 1 minute 23 seconde. Au classement général le podium devient le suivant : 1er Maertens, 2e le Belge Michel Pollentier à 2 minutes 4 secondes, 3e le Néerlandais Hennie Kuiper à 3 minutes 16 secondes, les écarts avec les autres favoris ne changent pas. .
- 30 juin : l'Italien Aldo Parecchini gagne en solitaire la 6e étape du Tour de France Bastogne-Nancy, 2e l'Italien Enrico Paolini à 4 minutes 29 secondes, qui règle au sprint le Néerlandais Gerrie Knetemann 3e puis le peloton. Pas de changement en tête du classement général.

### Juillet
- 1er juillet : le Belge Freddy Maertens gagne la 7e étape du Tour de France Nancy-Mulhouse qui traverse les Vosges. À noter que si la course passe bien par le Grand Ballon, elle y vient par son côté nord, c'est-à-dire qu'après le col du calvaire qui n'est pas une difficulté majeure, les coureurs suivent la route des crêtes et de ce fait le Grand Ballon quand il est franchi ne représente plus qu'une difficulté de 4e catégorie. tout de même le peloton se scinde en plusieurs groupes et les favoris se retrouvent entre eux. Au sprint à l'arrivée le Français Jacques Esclassan est 2e malgré le comportement irrégulier du Néerlandais Piet Van Katwijk qui sera déclassé de sa place de 3e au profit de l'Italien Pierino Gavazzi. Au classement général Maertens reste leader, 2e le Belge Michel Pollentier à 2 minutes 4 secondes, 3e le Néerlandais Hennie Kuiper à 3 minutes 16 secondes, 4e le Français Jean Pierre Danguillaume à 3 minutes 23 secondes, 5e le Français Raymond Poulidor à 3 minutes 31 secondes, 9e l'Italien Gian-Battista Baronchelli à 3 minutes 51 secondes, 10e le Belge Lucien Van Impe à 3 minutes 54 secondes, 11e le Français Bernard Thévenet à 3 minutes 55 secondes, 12e le Néerlandais Joop Zoetemelk à 4 minutes 4 secondes, 13e l'Italien Fausto Bertoglio à 4 minutes 8 secondes.
- 2 juillet : le Français Jacques Esclassan gagne la 8e étape du Tour de France Valentigney-Divonne les Bains en battant au sprint le Belge Freddy Maertens 2e, l'Italien Pierino Gavazzi 3e et tout le peloton. Pas de changement en tête du classement général. Il y a repos le 3 juillet.
- 4 juillet : le Néerlandais Joop Zoetemelk gagne la 9e étape du Tour de France Divonne les Bains-L'Alpe d'Huez, qui emprunte le col du Luitel et l'ascension de l'Alpe d'Huez, 2e à 3 secondes le Belge Lucien Van Impe son compagnon d'échappé dans l'ascension finale. l'Espagnol Francisco Galdos est 3e à 58 secondes, le Français André Romero est 4e à 1 minute 38 secondes. Arrivent 5e et 6e les Italiens Fausto Bertoglio et Gian Battista Baronchelli à 1 minute 45 secondes Arrivent après 1 minute 50 secondes, l'Espagnol José Martins 7e, le Français Bernard Thévenet 8e et le Français Raymond Poulidor 9e. Le Belge Freddy Maertens 22e, son compatriote Michel Pollentier 23e et le Néerlandais Hennie Kuiper 24e, les trois coureurs constituant le podium ce matin encore, terminent à 4 minutes 51 secondes. Au classement général, Lucien Van Impe prend le maillot jaune avec 8 secondes d'avance sur Joop Zoetemelk 3e. Maertens est 3e à 54 secondes, Poulidor est 4e à 1 minute 24 secondes, Baronchelli est 5e à 1 minute 39 secondes, Thévenet est 6e à 1 minute 48 seconde, Bertoglio est 7e à 1 minute 53 secondes, l'Espagnol Galdós est 8e à 1 minute 55 secondes.
- 5 juillet : le Néerlandais Joop Zoetemelk gagne la 10e étape du Tour de France Bourg d'Oisans-Montgenèvre, qui emprunte les cols du Lautaret de l'Izoard et l'Ascension finale de Montgenèvre, au terme d'une course animée. C'est l'Italien Gian-Battista Baronchelli qui met le feu aux poudres dans la descente du col de l'Izoard. Le Français Bernard Thévenet sent le bon coup et se lance après lui, mais il se fait distancer par l'Italien à cause d'une chute. Il ne le sait pas encore c'est le tournant du Tour pour lui. Dans l'ascension finale alors qu'il est virtuellement maillot jaune, Baronchelli est victime d'une fringale à 3 KM du but. Baronchelli est soudain à la dérive, il terminera l'étape 22e à 3 minutes 52 seconde et au général deviendra 12e à 5 minutes 30 secondes. Il y a de quoi aviver les regrets de Thévenet qui s'il était resté avec l'Italien pouvait ainsi gagner l'étape en solitaire et prendre le maillot jaune. L'arrivée se joue au sprint et Thévenet 2e à 1 seconde ne peut prendre le dessus sur Zoetemelk, 3e à 1 seconde le Belge Lucien Van Impe, 4e à 1 seconde l'Espagnol Francisco Galdós, 5e l'Italien Fausto Bertoglio à 13 secondes, 6e le Français Raymond Poulidor à 13 secondes, 7e le Néerlandais Hennie Kuiper à 27 secondes. Le Belge Freddy Maertens est 27e à 5 minutes 3 secondes et quitte le podium se retrouvant 14e au général à 5 minutes 56 secondes. Au classement général 1er Van Impe, 2e Zoetemelk à 7 secondes, 3e Poulidor à 1 minute 36 secondes, 4e Thévenet à 1 minute 48 seconde, 5e Galdós à 2 minutes 4 secondes, 6e Bertoglio à 2 minutes 5 secondes. Le Tour ne semble plus promis qu'à un de ces six coureurs
- 6 juillet : l'Espagnol José Luis Viejo gagne en solitaire la 11e étape du Tour de France Montgenèvre-Manosque. Il établit un écart record pour un vainqueur d'étape (pour l' ère moderne) puisqu'il devance le Néerlandais Gerben Karstens 2e de 22 minutes 50 secondes, le Belge Freddy Maertens 3e à 23 minutes 7 secondes gagne le sprint du peloton. Pas de changement en tête du classement général Il y a repos le 7 juillet.
- 8 juillet : le Français Raymond Delisle gagne en solitaire la 12e étape du Tour de France Port Barcares- Pyrénées 2000 qui emprunte les cols d'Aussières, de Jau avec l'ascension de Pyrénées 2000. Il creuse des écarts énormes d'autant plus que le Français Cyrille Guimard directeur sportif de l'équipe Gitane-campagnolo donc du Belge Lucien Van Impe a ordonné à ses coureurs de ne pas protéger le maillot jaune et de laisser l'échappée prendre de l'ampleur. Guimard a prévu une attaque de Van Impe dans l'étape de Saint Lary et pour être moins marqué par les autres favoris, ce jour-là, Guimard veut que Van Impe se déleste du maillot jaune et redevienne un outsider. De ce fait non poursuivi, Delisle devance l'Espagnol Antonio Menendez 2e de l'étape de 5 minutes et l'Italien Wladimiro Panizza de 5 minutes 14 secondes.Chez les favoris, le Néerlandais Joop Zoetemelk termine 7e à 6 minutes 57 secondes. L'Italien Gian-Battista Baronchelli 9e, le Français Raymond Poulidor 10e, le Belge Lucien Van Impe 12e et l'Espagnol Francisco Galdós 19e finissent à 6 minutes 58 secondes. Le Français Bernard Thévenet 27e encore victime d'une chute près de l'arrivée est à 7 minutes 22. L'Italien Fausto Bertoglio est 32e à 8 minutes 10 secondes. À noter l'abandon de l'Italien Giovanni Battaglin qui a été loin d'être à la hauteur des espoirs placés en lui durant ce Tour. Delisle prend le maillot jaune avec 2 minutes 41 secondes d'avance sur Van Impe 2e, 2 minutes 47 secondes sur Zoetemelk 3e, 4 minutes 10 secondes sur Poulidor 4e, 4 minutes 45 secondes sur Galdós 5e, 4 minutes 53 secondes sur Thévenet 6e, 5 minutes 58 secondes sur Bertoglio 7e, les seuls encore capables de prétendre à la victoire finale .
- 9 juillet : le Belge Lucien Willy Teirlinck gagne au sprint la 13e étape du Tour de France Font Romeu-Saint Gaudens, qui emprunte les cols du Puymorens et de Port, après le déclassement du Français Régis Ovion pour dopage. l'Italien Wladimiro Panizza est 3e. À noter que le Néerlandais Hennie Kuiper coupable d'un sprint irrégulier chute et abandonne. Pas de changement en tête du classement général.
- 10 juillet : le Belge Lucien Van Impe gagne en solitaire la 14e étape du Tour de France Saint Gaudens-Saint Lary Soulan qui emprunte les cols de Mente, du Portillon, de Peyresourde avec arrivée au sommet de Saint Lary Soulan . Pourtant il aura fallu que son directeur sportif le Français Cyrille Guimard se fasse violence pour décider Van Impe de s'échapper dans le col du Portillon. Chemin Faisant Van Impe rattrape l'Espagnol Luis Ocana qui au crépuscule de sa carrière a décidé de s'enfuir dès le début de l'étape. Ocana accepte de rouler pour Van Impe et les deux coureurs creusent l'écart dans le col de Peyresourde. Au pied de l'ascension finale Ocana, qui n'a plus ses jambes d' autrefois, laisse partir Van Impe qui ne se fait plus prier pour foncer vers la victoire. Esseulé le Néerlandais Joop Zoetemelk 2e arrive avec 3 minutes 12 secondes de retard, l'Italien Walter Riccomi, que l'on attendait pas, est 3e à 3 minutes 45 secondes, Ocana est un valeureux 4e à 3 minutes 50 secondes, le Belge Freddy Maertens surprend son monde en finissant 7e à 7 minutes 38 secondes. Il semble que le Belge qui a fait son apprentissage de la haute montagne sur ce Tour se révèle un meilleur grimpeur que ce que l'on pensait. Chez les autres favoris, l'Italien Fausto Bertoglio est 11e à 10 minutes 9 secondes, 13e l'Espagnol Francisco Galdós, aussi à 10 minutes 9 secondes. Le Français Raymond Poulidor déçoit ses nombreux supporteurs en terminant 14e à 10 minutes 13 secondes. Le Français Raymond Delisle est 17e à 12 minutes 8 secondes. Le Français Bernard Thévenet est 24e à 13 minutes 16 secondes, on apprendra plus tard qu'il souffre d'une hépatite. Au classement général Van Impe reprend le maillot jaune, 2e Zoetemelk à 3 minutes 18 secondes, 3e Delisle à 9 minutes 27 secondes, 4e Riccomi à 10 minutes 22 secondes, 5e Poulidor à 11 minutes 45 secondes. Le Tour est perdu pour Thévenet 12e à 15 minutes 27 secondes .
- 11 juillet : l'Italien Wladimiro Panizza gagne en solitaire la 15e étape du Tour de France Saint Lary Soulan-Pau, qui emprunte les cols d'Aspin, du Tourmalet et d'Aubisque. À 2 minutes 16 secondes arrive 2e l'Italien Enrico Paolini devant le Belge Michel Pollentier 3e et un groupe de 6 autres coureurs. Le Belge Freddy Maertens 10e à 5 minutes 55 secondes règlent le groupe des favoris. Pas de changement au sommet du classement général. À noter l'abandon de l'Italien Gian-Battista Baronchelli.
- 12 juillet : le Belge Michel Pollentier en solitaire gagne la 16e étape du Tour de France Pau-Fleurance, il profite d' une crevaison du Français Roger Legeay, son compagnon d'échappée, pour finir seul. Derrière le Belge Freddy Maertens 2e ne fait pas la chasse à son équipier et gagne le sprint du peloton devant le Néerlandais Gerben Karstens 3e. Pas de changement en tête du classement général
- 13 juillet : le contre la montre de la 17e étape du Tour de France Fleurance-Auch est remporté par le Belge Ferdinand Bracke qui profite d'une crevaison du Belge Freddy Maertens pour s'imposer. 2e le Norvégien Knut Knudsen à 8 secondes, 3e Maertens à 11 secondes, 4e l'étonnant Belge Lucien Van Impe à 51 secondes, 5e le Belge Michel Pollentier à 1 minute 1 seconde. Pour les autres coureurs qui prétendent à une place sur le podium, le Français Raymond Poulidor est 6e à 1 minute 4 secondes, le Néerlandais Joop Zoetemelk est 10e à 2 minutes 6 secondes à cause d'un furoncle mal placé, l'Italien Walter Riccomi est 16e à 2 minutes 26 secondes et le Français Raymond Delisle est 20e à 2 minutes 49 secondes. Au classement général 1er Van Impe, 2e Zoetemelk à 4 minutes 43 secondes, 3e Delisle à 11 minutes 25 secondes, 4e Poulidor à 11 minutes 55 secondes, 5e Riccomi à 11 minutes 57 secondes, 6e Pollentier à 13 minutes 3 secondes, 7e Maertens à 13 minutes 28 secondes. Le dernier enjeu de ce Tour (vu que Van Impe sauf effondrement en fin de Tour à la victoire en poche) est la 3e place sur le podium à Paris.
- 14 juillet : la 18e étape du Tour de France est scindée en 3 tronçon. Le 1er tronçon Auch-Langon est remporté au sprint par le Belge Freddy Maertens devant le Néerlandais Gerben Karstens 2e et l'Italien Pierino Gavazzi 3e.
- Le 2e tronçon Langon-Lacanau Plage est remporté au sprint par le Belge Freddy Maertens devant le Français Jacques Esclassan 2e et l'Italien Enrico Paolini 3e.
- Le 3e tronçon Lacanau Plage-Bordeaux est remporté au sprint par le Néerlandais Gerben Karstens devant le Belge Freddy Maertens 2e et l'Italien Enrico Paolini 3e. Mais la victoire de Karstens est entachée par le coup fourré dont a été victime Maertens. En effet le Néerlandais Jan Raas équipier de Karstens a volontaire gêné Maertens au moment du démarrage de Karstens. Maertens réussit bien à se dégager de Raas et revient comme un boulet de canon, mais la victoire lui est soufflée de peu. Pas de changement en tête du classement général.
- 15 juillet : le Français Hubert Mathys gagne en solitaire la 19e étape du Tour de France Sainte Foix la Grande-Tulle. L'Italien Enrico Paolini est 2e à 7 minutes en s'imposant au sprint devant ses 10 compagnons d'échappée, 3e le Néerlandais Gérard Vianen. Le Belge Freddy Maertens 12e à 8 minutes 24 secondes gagne le sprint du peloton. À noter l'abandon du Français Bernard Thévenet sans forces à cause d'une hépatite. Pas de changement en tête du classement général.
- 16 juillet : le Néerlandais Joop Zoetemelk gagne la 20e étape du Tour de France Tulle-Puy de Dôme, 2e le Belge Lucien Van Impe à 12 secondes, 3e l'Espagnol Francisco Galdós à 25 secondes, 4e le Français Raymond Poulidor à 32 secondes, 5e l'Italien Walter Riccomi à 42 secondes, 6e Raymond Delisle à 1 minute 2 secondes. La sélection s'est établie au fur et à mesure de l'ascension. Zoetemelk opéré de son furoncle à Tulle prive Van Impe d'une victoire de prestige. Au classement général Van Impe est maillot jaune, 2e Zoetemelk à 4 minutes 41 secondes, 3e à égalité les Français Raymond Poulidor et Raymond Delisle à 12 minutes 15 secondes, 5e l'Italien Walter Riccomi à 12 minutes 27 secondes. La lutte pour la 3e place comme prévu est le seul intérêt de cette fin de Tour. Bien sur tous les encouragements vont à Poulidor et Delisle en souffre beaucoup.
- 17 juillet : le Belge Freddy Maertens gagne la 21e étape du Tour de France Montargis-Versailles au sprint devant les Italiens Pierino Gavazzi et Enrico Paolini. Sa victoire ne fut pas facile, en effet Maertens était échappé en compagnie du Belge Ferdinand Bracke, une chute jette Maertens à terre, il doit même s'employer pour revenir dans le peloton. À 6 km de l'arrivée Bracke est repris et Maertens fait valoir sa pointe de vitesse à Versailles. À noter que l'Italien Giancarlo Bellini prend pour un point dans la dernière côte du Tour le maillot de meilleur grimpeur au Belge Lucien Van Impe. Le directeur sportif de ce dernier, le Français Cyrille Guimard indiquera plus tard que c'est à sa demande que Van Impe et l'équipe Gitane-Campagnolo ont abandonné les primes du vainqueur du Grand Prix de la montagne à Bellini et à l'équipe Brooklyn sans préciser en échange de quoi.
- 17 juillet : le Belge Jean Luc Vandenbroucke gagne le Circuit du Sud-Ouest Belge.
- 18 juillet : le contre la montre de la première demi étape de la 22 étape du Tour de France sur les Champs Élysées à Paris est remporté par le Belge Freddy Maertens, 2e à égalité le Néerlandais Joop Zoetemelk et le Français Raymond Poulidor à 11 secondes, 4e le Belge Michel Pollentier à 12 secondes, 5e le Belge Lucien Van Impe à 18 secondes, 6e Raymond Delisle à 20 secondes, l'Italien Walter Riccomi est 14e à 30 secondes. Au classement général 1er Van Impe, 2e Zoetemelk à 4 minutes 14 secondes, 3e Poulidor à 12 minutes 8 secondes, 4e Delisle à 12 minutes 17 secondes, 5e Riccomi à 12 minutes 39 secondes, 6e l'Espagnol Francisco Galdós à 14 minutes 50 secondes, 7e  Pollentier à 14 minutes 59 secondes, 8e Maertens à 16 minutes 6 secondes. Ce classement ne changera pas à l'issue de la 2e demi étape en ligne sur les Champs Élysées à Paris remportée par le Néerlandais Gerben Karstens détaché devant le Belge Freddy Maertens 2e et l'Italien Pierino Gavazzi 3e. Le Belge Lucien Van Impe remporte le Tour de France, devant le Néerlandais Joop Zoetemelk. Le Français Raymond Poulidor, qui participe à son dernier Tour, est troisième. Le Belge Freddy Maertens gagne le classement par points symbolisé par le maillot vert. Maertens égale le record de victoires d'étapes sur un Tour de France avec 8 victoires, une crevaison durant le contre la montre de Auch ou il était en passe de gagner et le coup fourré d'un il a été victime à Bordeaux l'on empéché de battre ce record . L'Italien Giancarlo Bellini gagne le Grand Prix de la Montagne symbolisé par le maillot à pois rouges. L'Espagnol Enrique Martinez Heredia gagne le classement du Meilleur jeune symbolisé par le maillot Blanc La révélation du Tour est aussi le directeur sportif Français Cyrille Guimard, âgé de 29 ans, qui, pour sa première saison à ce poste, a su conseiller Van Impe comme il conseillera plus tard les Français Bernard Hinault et Laurent Fignon dans les Tours de France futurs.
- 23 juillet : l'Italien Walter Dalgal gagne St kwintens-Lennik.
- 25 juillet : l'Italien Francesco Moser gagne le Trophée Matteotti pour la deuxième année d'affilée.
- 25 juillet : l'Espagnol Domingo Perurena gagne le Grand Prix de Villafranca pour la troisième fois.
- 27 juillet : le Belge Frans Verbeeck gagne le Grand Prix de l'Escaut.
- 27 juillet : l'Espagnol Enrique Martinez Heredia gagne Saragosse-Sabinanigo.
- 31 juillet : l'Italien Walter Riccomi gagne le Grand Prix de Prato.

### Août
- 1er août : le Néerlandais Roy Schuiten gagne le Tour du Canton d'Argovie.
- 4 août : l'Italien Piero Spinelli gagne la Coupe Sabatini. L'épreuve ne sera pas disputée en 1977 et reprendra en 1978.
- 7 août : l'Italien Roberto Poggiali gagne le Tour d'Ombrie.
- 8 août : l'Espagnol Francisco Galdós gagne le Tour de Cantabrie pour la deuxième fois.
- 15 août : l'Espagnol Domingo Perurena gagne les 3 jours de Leganes.
- 17 août : le Belge Willem Peeters gagne le Grand Prix de Zottegem.
- 17 août : l'équipe Jolly Ceramica gagne la Cronostafetta grâce aux victoires d'étapes du Norvégien Knut Knudsen et de l'Italien Giovanni Battaglin. L'épreuve ne sera pas disputée en 1977 et reprendra en 1978.
- 18 août : le Belge Guido Van Sweevelt gagne Hyon-Mons.
- 21 août : l'Italien Francesco Moser gagne les Trois vallées varésines.
- 22 août : le Belge André Dierickx gagne le Grand Prix de Dortmund.
- 22 août : le Belge Serge Vandaele gagne le Circuit de Dunkerque. L'épreuve ne sera pas disputée en 1977 et reprendra en 1978..
- 24 août : le Français Jacques Bossis gagne le Grand Prix de Plouay.
- 24 août : l'Italien Fausto Bertoglio gagne la Coupe Placci.
- 26 août : le Néerlandais Fédor Den Hartog gagne le Tour de Zélande Centrale.
- 28 août : le Belge Roger de Vlaeminck gagne le Tour du Latium pour la deuxième année d'affilée.
- 28 août : le Belge Joseph Bruyére gagne la Course des raisins à Overijse.
- 28 août : l'Espagnol Luis Alberto Ordiales gagne le Grand Prix Llodio.
- 29 août : le Français Bernard Hinault gagne le Tour du Limousin.
- 29 août : le Belge Frans Van Looy gagne Louvain-St Pierre.
- 29 août : le Néerlandais Gerrie Knetemann gagne le Tour des Pays-Bas.
- 31 août : le Belge Marcel Van Slagmolen gagne la Coupe Sels.
- 31 août : l'Italien Pierino Gavazzi gagne le Tour des Marches. L'épreuve disparait ensuite du Calendrier International.

### Septembre
- 1er septembre : le Français Jacques Bossis gagne la Route Nivernaise.
- 5 septembre : aux championnats du monde sur route à Ostuni en Italie, le Belge Freddy Maertens obtient le titre des hommes professionnels, devant les Italiens Francesco Moser et Tino Conti. Il est à noter que le Belge Roger de Vlaeminck a été écarté de la sélection Belge afin de batir l'équipe Belge autour de Freddy Maertens, c'est le début de la rivalité déclarée entre les deux coureurs. La Néerlandaise Keetie van Oosten-Hage gagne la course des femmes pour la deuxième fois, devant l'Italienne Laura Bissoli et la Belge Yvonne Reynders. Cette dernière à 39 ans s'offre une ultime médaille de bronze. L'épreuve amateur ne se dispute pas, le Suédois Bernt Johansson champion olympique sur route est considéré champion du monde amateur sur route.
- 6-10 septembre : championnats du monde de cyclisme sur piste à Monteroni di Lecce (Italie). Les épreuves amateurs ne se disputent pas, il a été décidé que, durant les années où se déroulent des Jeux olympiques, le titre de champion olympique vaut titre de champion du monde.Le Tchécoslovaque Anton Tkac Champion olympique de vitesse est considéré champion du monde de vitesse amateur. L'Allemand Gregor Braun Champion olympique de poursuite est considéré champion du monde de poursuite amateur. L'Australien John Nicholson est champion du monde de vitesse professionnelle pour la deuxième année d'affilée. L'Italien Francesco Moser est champion du monde de poursuite professionnelle.
- 6 septembre : le Néerlandais Joop Zoetemelk gagne le Circuit des Boucles de l'Aulne. L'épreuve ne se disputera pas en 1977 et reprendra en 1978.
- 7 septembre : l'Espagnol Feliz Suarez Colome gagne le Trophée Masferrer.
- 7 septembre : le Belge Eddy Merckx gagne le Grand Prix de Brasschaat.
- 10 septembre : le Belge Walter Planckaert gagne le Grand Prix d'Orchies.
- 11 septembre : l'Italien Alfio Vandi gagne le Tour de Vénétie.
- 12 septembre : le Belge Jean Luc Vandenbroucke gagne le Grand Prix de Fourmies.
- 15 septembre : l'Italien Franco Bitossi gagne le Tour du Frioul.
- 16 septembre : l'Espagnol Enrique Martinez Heredia gagne le tour de Catalogne.
- 16 septembre : le Français Yvon Bertin gagne le Grand Prix d'Isbergues.
- 16 septembre : le Belge Freddy Maertens gagne le Championnat des Flandres pour la deuxième fois.
- 18 septembre : le Suisse Guido Amrhein gagne le Grand Prix de Lausanne.
- 19 septembre : l'Italien Enrico Paolini gagne Milan-Turin.
- 19 septembre : le Belge Frans Verbeeck gagne le Grand Prix Jef Scherens pour la quatrième fois.
- 22 septembre : l'Italien Felice Gimondi gagne Paris-Bruxelles, dix ans après sa première victoire.
- 24 septembre : le Belge Michel Pollentier gagne la course de côte de Montjuich.
- 24 septembre : le Belge Willem Schroyens gagne le Circuit des frontières.
- 24 septembre : le Belge Roger de Vlaeminck gagne le Grand Prix de Montelupo pour la deuxième année d'affilée.
- 25 septembre : le Belge Ronald de Witte gagne Tours-Versailles au sprint devant le Français Raymond Poulidor .
- 29 septembre : l'Italien Franco Bitossi gagne le Trophée Bernocchi pour la deuxième fois. Comme cette année là le Trophée Bernocchi a été désigné comme Championnat d'Italie sur route, Franco Bitossi devient donc Champion d'Italie pour la troisième fois.
- 30 septembre : le Belge Lieven Malfait gagne le Circuit du Houtland.

### Octobre
- 1er octobre : le Belge Jean Luc Vandenbroucke gagne l'Étoile des Espoirs.
- 3 octobre : le Belge Freddy Maertens gagne le Grand Prix des Nations. Cette victoire lui assure de remporter le Trophée Super Prestige Pernod. Le Français Bernard Hinault gagne le Trophée Prestige Pernod et son compatriote Michel Laurent remporte le Trophée Promotion Pernod.
- 4 octobre : le Belge Roger de Vlaeminck gagne le Tour d'Émilie.
- 6 octobre : le Belge Roger de Vlaeminck gagne la Coppa Agostoni pour la deuxième année d'affilée.
- 9 octobre : le Belge Roger de Vlaeminck gagne le Tour de Lombardie pour la deuxième fois, il obtient ainsi une belle revanche après sa non sélection dans l'équipe Belge pour le Championnat du monde sur route, qui était bâtie autour de Freddy Maertens. Il réalise le Triplé Tour d'Émilie, Coppa Agostoni, Tour de Lombardie en 5 jours et tient là une formidable gageure.
- 10 octobre : le Néerlandais Joop Zoetemelk gagne À travers Lausanne pour la deuxième fois d'affilée.
- 12 octobre : le Belge Herman Van Springel gagne le Grand Prix de Clôture.
- 24 octobre : la paire Belge Freddy Maertens-Michel Pollentier gagne le Trophée Baracchi.

## Naissances
- 2 janvier : Danilo Di Luca, cycliste italien.
- 10 janvier : Marlon Pérez, cycliste colombien
- 15 janvier : Andreas Klier, cycliste allemand.
- 20 janvier : Pablo Lastras, cycliste espagnol.
- 29 janvier : Karsten Kroon, cycliste néerlandais.
- 8 février : Nicolas Vouilloz, pilote de VTT français.
- 15 février : Óscar Freire, cycliste espagnol.
- 24 février : Bradley McGee, cycliste australien.
- 25 février : Marco Pinotti, cycliste italien.
- 9 mars : Francisco Mancebo, cycliste espagnol.
- 10 mars : Eladio Jiménez, cycliste espagnol.
- 23 mars : Chris Hoy, cycliste britannique.
- 29 mars : Igor Astarloa, cycliste espagnol.
- 13 avril : Christoph Sauser, pilote de VTT suisse.
- 24 avril : Juan Manuel Gárate, cycliste espagnol.
- 27 avril : Roel Paulissen, pilote de VTT belge.
- 23 juillet :
  - Jörg Jaksche, cycliste allemand.
  - Judith Arndt, cycliste allemande.
- 10 août : Jan van Eijden, cycliste néerlandais.
- 15 août : Dmitriy Fofonov, cycliste kazakh.
- 10 septembre : Gregory Henderson, cycliste néo-zélandais.
- 29 septembre : Óscar Sevilla, cycliste espagnol.

## Décès
- 1er avril : Roger Rivière, cycliste français. (° 23 février 1936).
- 13 avril : Gustave Danneels, cycliste belge. (° 6 septembre 1913).
- 23 avril : Ferdinand Le Drogo, cycliste français. (° 10 octobre 1903).
- 21 mai : Juan Manuel Santisteban, cycliste espagnol. (° 25 octobre 1944).
- 16 juillet : Fernand Canteloube, cycliste français. (° 3 août 1900).
- 3 août : Olimpio Bizzi, cycliste italien. (° 1er août 1916).
- 24 septembre : Achille Souchard, cycliste français. (° 17 mai 1900).
- 2 décembre : Alfredo Dinale, cycliste italien. (° 11 mars 1900).